# Film4 Productions
Film4 Productions è una società di produzione fondata nel 1982 a Londra ed è di proprietà di Channel Four Television Corporation.